# پولوبیه
پولوبیر (به فرانسوی: Puyloubier) یک روستا و کمون (فرانسه) در فرانسه است که در canton of Trets واقع شده‌است. پولوبیر ۴۰٫۸۵ کیلومتر مربع مساحت و ۱٬۸۱۷ نفر جمعیت دارد و ۴۰۰ متر بالاتر از سطح دریا واقع شده‌است.